# Святість віри
«Святість віри» — перший демо-альбом українського фолк-метал гурту «Тінь Сонця». Офіційно не видавався.

## Про альбом
Матеріал був записаний впродовж 2001 та початку 2002 років за участі Сергія Василюка та Андрія Безреброго. Великим був вклад і Дениса Диледівки, звукорежисера та, частково, аранжувальника пісень.
Проте, на час завершення роботи над альбомом, гурт переживав не найкращі часи. До видавництва руки не дійшли, тому «Святість віри» розійшовся Україною неофіційно. Пізніше, вже в 2004 році, альбом цілковито увійшов у видання «Патріотична Рок-Трибуна» і його змогло почути значно ширше коло слухачів. Відоме також і широке висвітлення альбому в мережі інтернет.

## Список композицій
До списку композицій увійшли:
| #                         | Назва                    | Автор слів                                          | Автор музики                    | Тривалість |
| ------------------------- | ------------------------ | --------------------------------------------------- | ------------------------------- | ---------- |
| 1.                        | «Альтернатива»           | Олексій Василюк Сергій Василюк Олександр Опанасенко | Сергій Василюк                  | 4:11       |
| 2.                        | «Очі з ебоніту»          | Олексій Василюк Сергій Василюк                      | Сергій Василюк Андрій Безребрий | 2:15       |
| 3.                        | «Хрестини вовкулаки»     | Сергій Василюк Олексій Василюк                      | Сергій Василюк                  | 5:26       |
| 4.                        | «Моя дорога»             | Сергій Василюк Олексій Василюк                      | Сергій Василюк Андрій Безребрий | 4:06       |
| 5.                        | «Розтоплені»             | Сергій Василюк                                      | Сергій Василюк                  | 3:13       |
| 6.                        | «Шепіт води»             | Андрій Безребрий                                    | Сергій Василюк                  | 4:27       |
| 7.                        | «Колір ночі»             | Сергій Василюк Олексій Василюк                      | Сергій Василюк                  |            |
| 8.                        | «Де зорі нагадують тебе» | Сергій Василюк                                      | Сергій Василюк                  | 5:25       |
| 9.                        | «Ранок»                  | Сергій Василюк                                      | Сергій Василюк                  | 3:40       |
| 10.                       | «Так само, як сонце»     | Сергій Василюк                                      | Сергій Василюк                  | 3:01       |
| 11.                       | «Переселення»            | Сергій Василюк                                      | Сергій Василюк                  | 3:42       |
| 12.                       | «Святість Віри»          | Сергій Василюк                                      | Сергій Василюк Андрій Безребрий | 4:42       |
| Загальна тривалість 48:47 |                          |                                                     |                                 |            |

## Учасники запису
У записі взяли участь:
- Сергій Василюк — вокал, бас-гітара, гітара
- Андрій Безребрий - гітара
- Денис Диледівка — гітара, клавішні